# Дорон, Лиззи
Лиззи Дорон (ивр. ליזי דורון‎, род. 29 августа 1953, Тель-Авив) — израильская писательница.

## Биография
Мать Дорон пережила Холокост в Германии. Дорон родилась в Израиле и служила в Армии обороны Израиля. Она также жила в кибуце. В конце концов она переехала в Тель-Авив. Один из её детей живёт в Германии. Дорон ранее работала лингвистом в Тель-Авивском университете. Осенью 2019 года она стала двенадцатым приглашённым профессором мировой литературы имени Фридриха Дюрренматта в Бернском университете.
Дорон пишет об истории своей семьи, личном опыте и арабо-израильском конфликте. Её книга «Мирные времена» рассказывает о женщине, живущей в Тель-Авиве, которая забывает своё детство, прошедшее во время Второй мировой войны. Дорон также написала об изменении своих взглядов на страну.

## Взгляды
В интервью 2005 года Дорон заявила, что она больше не разделяет некоторые классические сионистские убеждения, такие как мнение о том, что главной проблемой страны являются арабы, а не внутренние израильские еврейские конфликты. Одна из её тревог — растущая роль религии в израильском обществе. Всё это заставляет её пессимистично смотреть в будущее, к которому нужно подходить с радикальной открытостью и более отстранённо от травм прошлого.

## Награды и признание

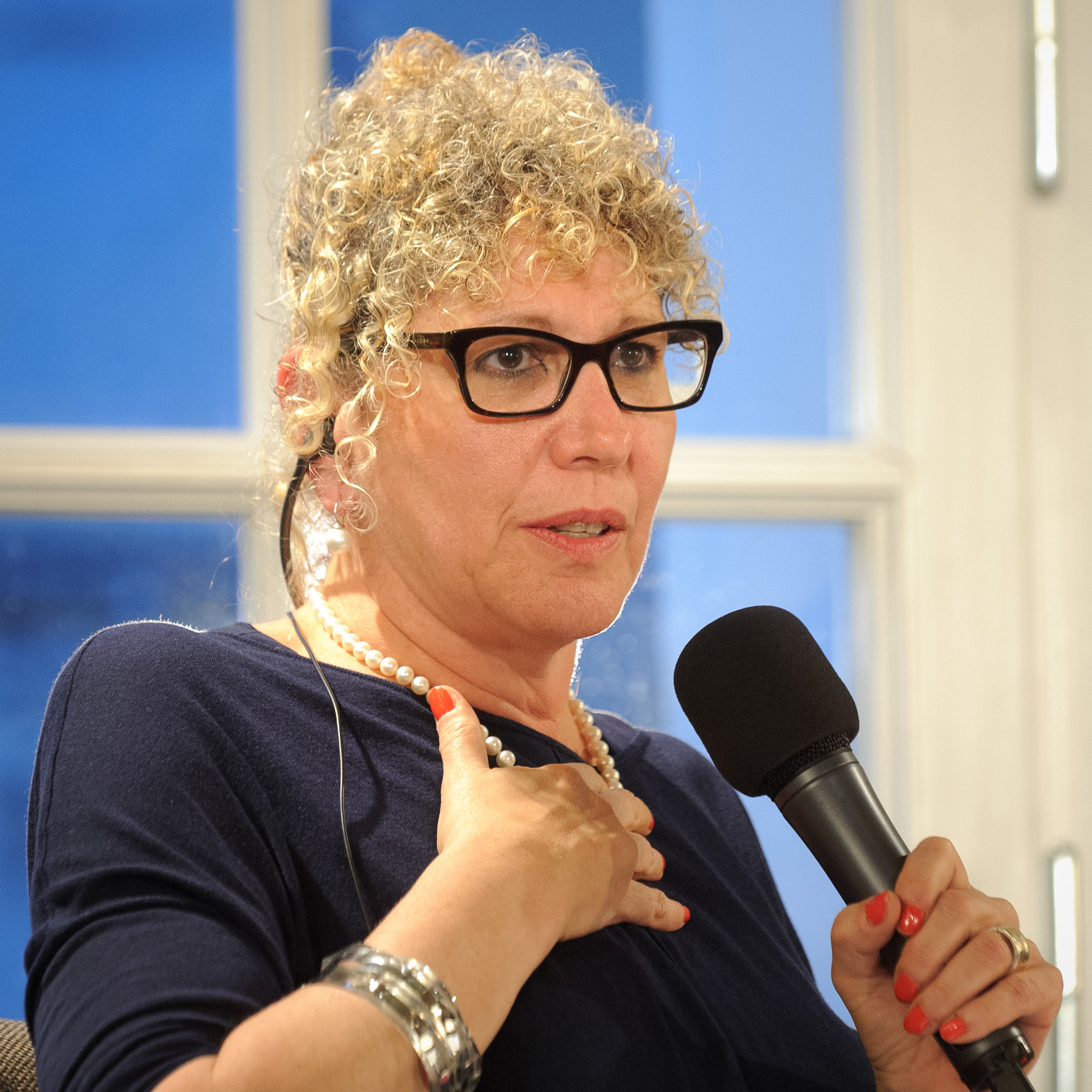
Лиззи Дорон на Днях немецко-израильской литературы 2012 года

По сравнению с Германией и Швейцарией, по состоянию на 2008 год признание Дорон в Израиле всё ещё было скромным.
- Премия Бухмана Управления памяти мучеников и героев Холокоста Яд Вашем (2003)[8]
- Премия Жанетт Шокен — Гражданская премия Бремерхафена в области литературы за всё её творчество (2007)[8]
- Её книга «Однажды была семья» была выбрана среди 30 лучших книг 2007 года швейцарской газетой Neue Zurcher Zeitung[8]
- Премия Кугеля[ивр.] в области литературы, присуждаемая муниципалитетом Холона (2010)